# Голубянка адмет
Голубянка адмет (Polyommatus admetus) — вид бабочек из семейства голубянки.

## Описание

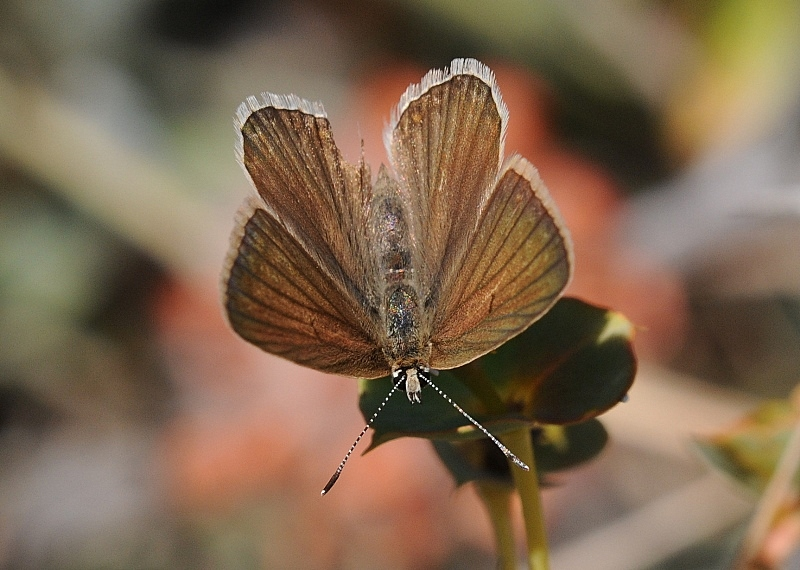

Рамах крыльев 30—40 мм. Крылья обоих полов сверху темно-бурого цвета без рисунка. Передние крылья самцов бархатистые за счет обширного поля приподнятых андрокониальных чешуек.

## Этимология латинского названия
Адмет (греческая мифология) — царь Фер (Фессалия), друг Геракла.

## Ареал
Центральная, Восточная и Юго-Восточная Европа (дизъюнктивно), Турция. Населяет каменистые разнотравные степи, редколесья, склоны балок и каньонов.
В Восточной Европе достоверно вид известен только лишь из Венгрии, хотя имеются сообщения о находках вида также в Словакии и Румынии.
Для территории Украины имеются указания для Львовской и Одесской (окрестности Котовска) областей, которые нуждаются в подтверждении. Фактический материал отсутствует. Вполне вероятно, что данные немногочисленные экземпляры в действительности относятся к виду голубянка Рипперта (Agrodiaetus ripartii).
Длительный период времени данный вид приводился для Крыма, но в настоящее время, согласно результатам кариологических исследований, крымские популяции рассматриваются как подвид Agrodiaetus ripartii budashkini Kolev et De Prins, 1995.

## Биология
Развивается на протяжении года в одном поколении. Время лёта — с конца июня по август. Бабочки питаются нектаром сложноцветных растений. Самки откладывают яйца как на зеленые, так и на сухие стебли и листья эспарцетов. Зимуют гусеницы младших возрастов в почве или под камнями.